# Echinops
|  | Aquest article tracta sobre el gènere de plantes. Vegeu-ne altres significats a «Tenrec espinós petit». |

Echinops és un gènere de plantes de la família de les asteràcies (Asteraceae). Les espècies d'aquest gènere són originàries d'Euràsia i de les zones muntanyoses d'Àfrica. Als Països Catalans és molt comuna l'espècie Echinops ritro o cardet de la sang.

## Taxonomia
N'hi ha unes 120 espècies, incloent:
- Echinops adenocaulos
- Echinops bannaticus
- Echinops chantavicus
- Echinops exaltatus
- Echinops giganteus
- Echinops gmelinii
- Echinops graecus
- Echinops humilis
- Echinops latifolius
- Echinops niveus
- Echinops orientalis
- Echinops ritro - cardet de la sang, card blau, panical blau
- Echinops ruthenicus
- Echinops sphaerocephalus - card tucà, card d'eriçó
- Echinops spinosissimus
- Echinops strigosus - card d'esca
- Echinops tournefortii
- Echinops tschimganicus